# Толстых, Валентин Иванович
Валенти́н Ива́нович Толсты́х (28 февраля 1929, Баку, ЗСФСР, СССР — 23 февраля 2019, Москва) — советский и российский философ

, специалист в области социальной философии, этики и эстетики. Член КПСС с 1952 года.

## Биография
Родился 28 февраля 1929 года в Баку.
Окончил филологический факультет Одесского государственного университета (1952) и аспирантуру по кафедре философии там же.
В 1955—1960 годах работал старшим преподавателем кафедры философии в Одесском педагогическом институте имени К. Д. Ушинского. В 1956 году защитил кандидатскую диссертацию «Проблема типического в эстетике реализма».
В 1958—1960 годах — заведующий сценарным отделом и художественный руководитель Одесской киностудии.
В 1960—1970 годах — доцент Московского текстильного института .
С 1970 года работал в секторе этики Отдела аксиологии и философской антропологии Института философии АН СССР (РАН): старший, затем ведущий и главный научный сотрудник. В 1972 году защитил диссертацию на соискание учёной степени доктора философских наук по теме «Искусство и мораль. К вопросу о социальной сущности и функции искусства».
С 1988 года — учредитель и президент интеллектуального клуба «Свободное слово», созданного при поддержке члена-корреспондента АН СССР Г. Р. Иваницкого.
С 1992 года — руководитель Центра исследований проблем культуры при «Горбачёв-Фонде».
Член Союза кинематографистов СССР и Союза театральных деятелей России.
Автор публикаций в научных журналах «Искусство кино» и «Вопросы философии», а также в журнале «Советский экран».
Владел немецким языком, увлекался театром, кинематографом, музыкой, плаванием.
Был женат. Сын Александр (1953—1997) — доктор психологических наук, член-корреспондент Российской академии образования, директор Исследовательского центра эстетического воспитания РАО.
Скончался в Москве 23 февраля 2019 года. Похоронен на Калитниковском кладбище (уч. 1).

## Научная деятельность
В своих трудах Валентин Иванович занимается изучением вопросов социальной природы искусства, образа жизни, общественного сознания, духовного производства, феномен интеллигенции и др.

## Награды
- Государственная премия СССР (1986) — за учебник «Эстетическое воспитание»[2][3].

## Научные труды

### Монографии
- Толстых В. И. Искусство и мораль. М., 1962
- Толстых В. И. Искусство и нравственность. М., 1962
- Толстых В. И. Культура чувств. — М., 1968.
- Толстых В. И. Наука и нравственность. — М., 1969.
- Толстых В. И. Мода: за и против. — М., 1970.
- Толстых В. И. Искусство нравственное и безнравственное. — М., 1971.
- Толстых В. И. Искусство и мораль (о социальной сущности и функции искусства). — М.: Политиздат, 1973.
- Толстых В. И. Образ жизни: понятие, реальность, проблемы. — М.: Политиздат, 1975.
- Толстых В. И. Нравственный мир кино. — М., Бюро пропаганды Советского киноискусства,1978.
- Толстых В. И. Сократ и мы. — М.: Политиздат, 1981 (2-е изд. — 1986).
- Толстых В. И. Духовное производство. — М., 1981.
- Толстых В. И. Производство как общественный процесс. — М., 1986.
- Толстых В. И. Эстетическое воспитание: учебник / В. И. Толстых, Б. А. Эренгросс, К. А. Макаров. — Кишинёв, 1989.
- Толстых В. И. Освобождение духа. — М., 1991.
- Толстых В. И. Марксизм: pro и contra. — M., 1992.
- Толстых В. И. Перестройка: Двадцать лет спустя. 2005. (Ответственный редактор и составитель).
- Толстых В. И. Свободное слово. Интеллектуальная хроника. Альманах, 2004/2005. (Ответственный редактор и составитель).
- Толстых В. И. Свободное слово. Интеллектуальная хроника. Альманах, 2005/2006. (Ответственный редактор и составитель).
- Толстых В. И. Свободное слово. Интеллектуальная хроника 2007/2008. (Ответственный редактор и составитель).
- Толстых В. И. Эвальд Васильевич Ильенков (серия «Философия России второй половины XX века») / Гл. ред. и составитель В. И. Толстых. — М., 2008.
- Толстых В. И. Мы были. Советский человек как он есть / Институт философии. — М.: Культурная революция, 2008.
- Толстых В. И. Российский выбор: в контексте реальной истории. — М.: РОССПЭН, 2009.
- Толстых В. И. Настоящее будущее: без утопии и возврата в прошлое. — М.: РОССПЭН, 2009.
- Толстых В. И. Сейчас так не пишут / Ред. В. И. Толстых. — М.: РОССПЭН, 2010.
- Толстых В. И. «Вехи» — 2009. / Сост., ред.: В. И. Толстых. — М.: ИФ РАН, 2011. — 217 с.
- Толстых В. И. Россия эпохи перемен. — М.: РОССПЭН, 2012. — 368 с.

### Статьи
- Толстых В. И. Вл. Высоцкий как явление культуры // Владимир Высоцкий. — М., 1989;
- Толстых В. И. От классовых приоритетов к общечеловеческим ценностям. [В соавт.] // Квинтэссенция. — М., 1991;
- Толстых В. И. Основные направления дальнейшего осуществления социально-политических и экономических реформ в России. [Доклад Комиссии РАН, в соавт.]. — М., 1992.
- Толстых В. И. Философ милостию божьей // Эвальд Васильевич Ильенков. — М., 2008. С. 5-13.
- Толстых В. И. Ильенков как драма советской философии // Эвальд Васильевич Ильенков. — М., 2008. С. 120—145.
- Толстых В. И. Вместо отчета // Вестник РФО. — № 3. — 2008.
- Толстых В. И. «Вехи» — 2009. К столетию сборника о русской интеллигенции // Вопросы философии. — 2009. — № 9. — С. 132—141.
- Толстых В. И. О морали, совести и современном мире // Свободная мысль. — 2009. — № 9. — С. 93-107.
- Толстых В. И. Пошлость как нашествие // Свободная мысль. — 2009. — № 4. — С. 103—113.
- Толстых В. И. Преображение морали в современном обществе // Вестник аналитики: Журнал аналитических материалов Института стратегических оценок и анализа. — 2009. — № 2. — С. 122—147.
- Толстых В. И. Салам Гусейнов: блеск и нищета морализма // Философия и этика: сборник научных трудов к 70-летию академика А. А. Гусейнова. — М.: Альфа-М, 2009. — С. 130—144.
- Толстых В. И. Прикасаясь к настоящему прошлому… // Сейчас так не пишут: Сб. статей / Ред. В. И. Толстых. — М.: РОССПЭН, 2010. — С. 3-7.
- Толстых В. И. Загадка Зилова // Сейчас так не пишут: Сб. статей / Ред. В. И. Толстых. — М.: РОССПЭН, 2010. — С. 365—389.
- Толстых В. И. Что нам «Вехи» // Свободная мысль. 2010. № 1. С. 173—184.
- Толстых В. И. С ним всегда интересно // Рабинович В. Л. Имитафоры Рабиновича и небесный закройщик. — М.: М. Захаров, 2010. — С. 536—539.
- Толстых В. И. Диалог культур в современную эпоху // Диалог культур в условиях глобализации: Материалы Бакин. форума, посвящ. памяти Г. Алиева. — М., 2012. — С. 30-36.
- Толстых В. И. Пётр живет и думает, никому не подражая // Пётр Щедровицкий и его друзья. Портр. словами. Юбилейн. изд. — Б.м., 2012. — С. 217—220.
- Толстых В. И. Введение; Заключение // «Вехи» −2009 / Сост., ред.: В. И. Толстых. — М.: ИФ РАН, 2011. — С. 5-22, 200—215.
- Толстых В. И. Диалог культур в современную эпоху // Бакинский форум. Диалог культур в условиях глобализации. — М., 2011. — С. 30-36.

## Публицистика
- Толстых В. И. Жили-были под откос. О суверенной демократии // Литературная газета. — № 45. — 20.XI.2007.
- Толстых В. И. Цензура нужна. Но какая? // Московские новости. — Август 2007. — № 32.
- Толстых В. И. Рецензия на издание: «Стратегический альманах» // Литературная газета. — 20.XI.2007. — № 45.
- Толстых В. И. Прогресс псевдочеловеческого: Рецензия на книгу Кутырев В. Бытие и Ничто // Литературная газета. — 2011. — 28 марта.